# Ungerska köket

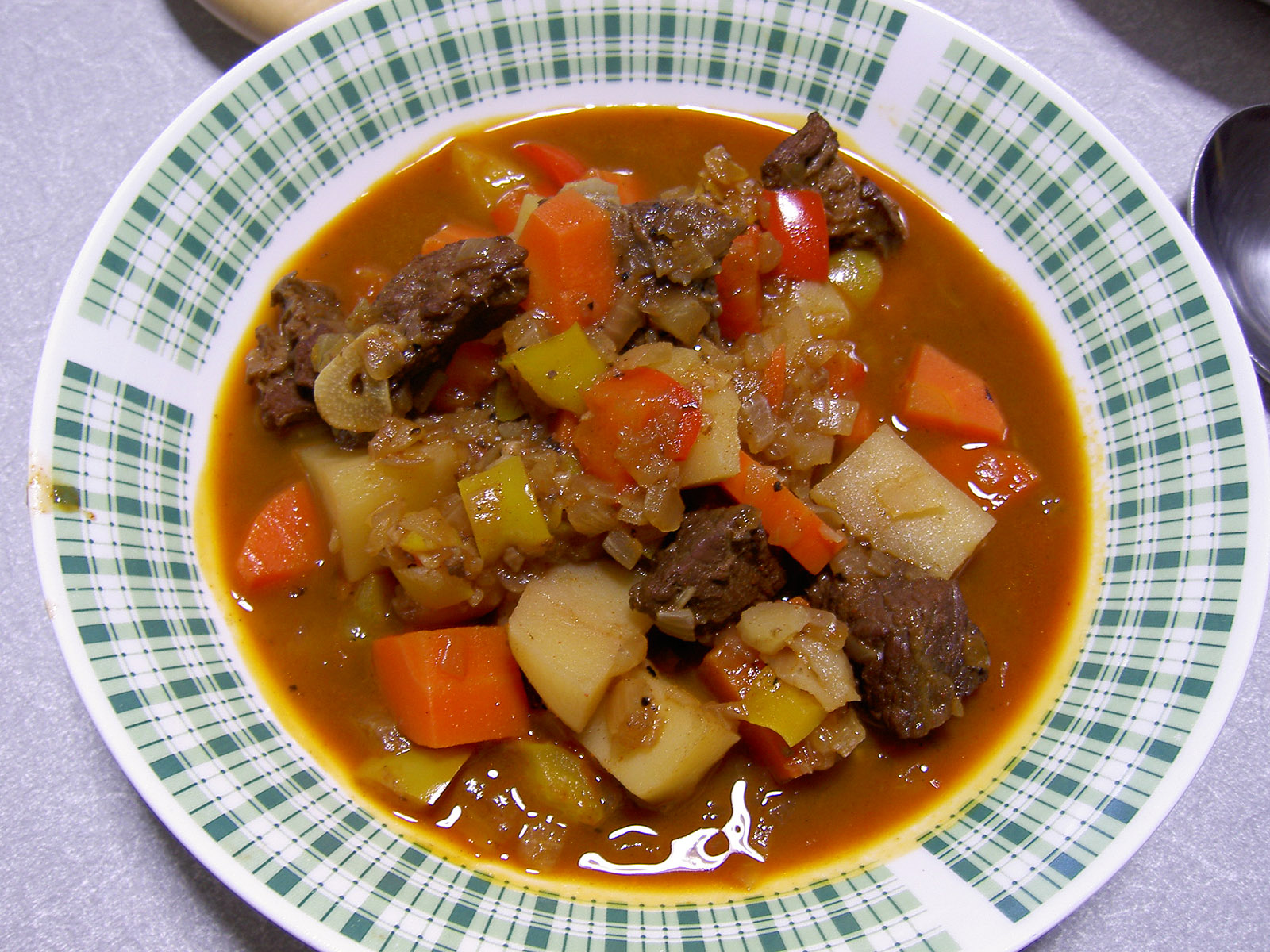
Serverad gulaschsoppa.

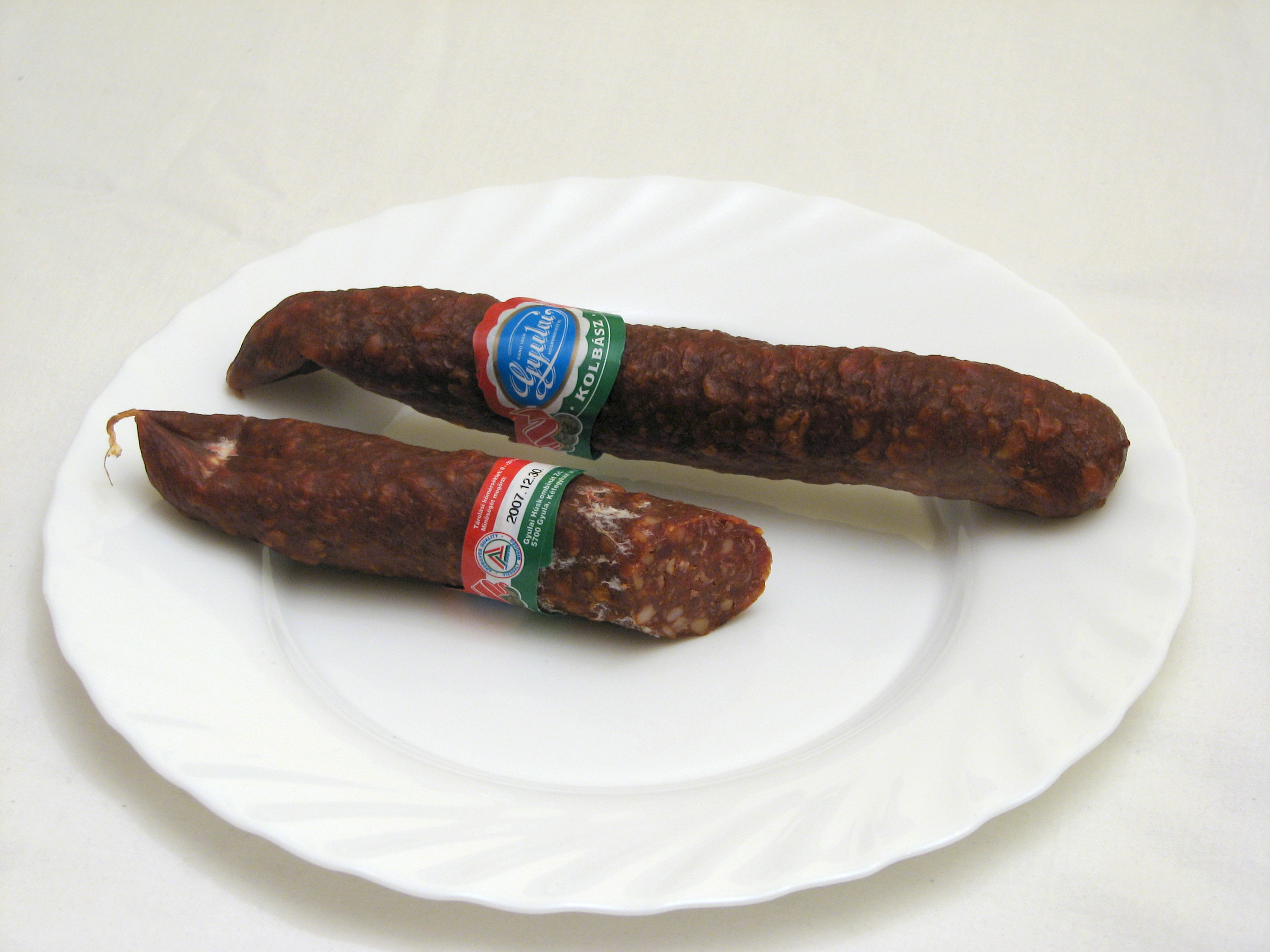
Gyulaikorv, på ungerska kallad gyulai kolbász.

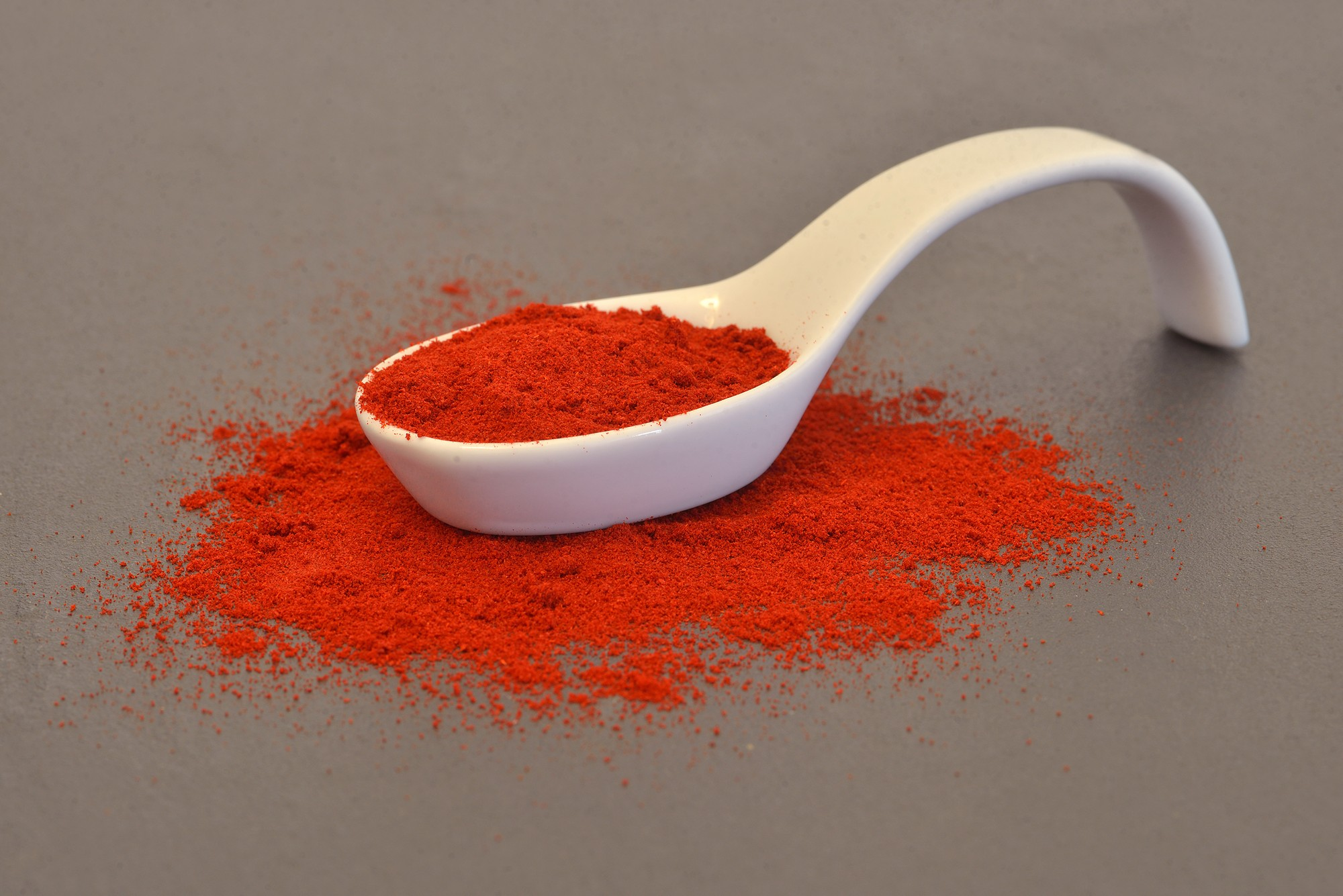
Paprikapulver.

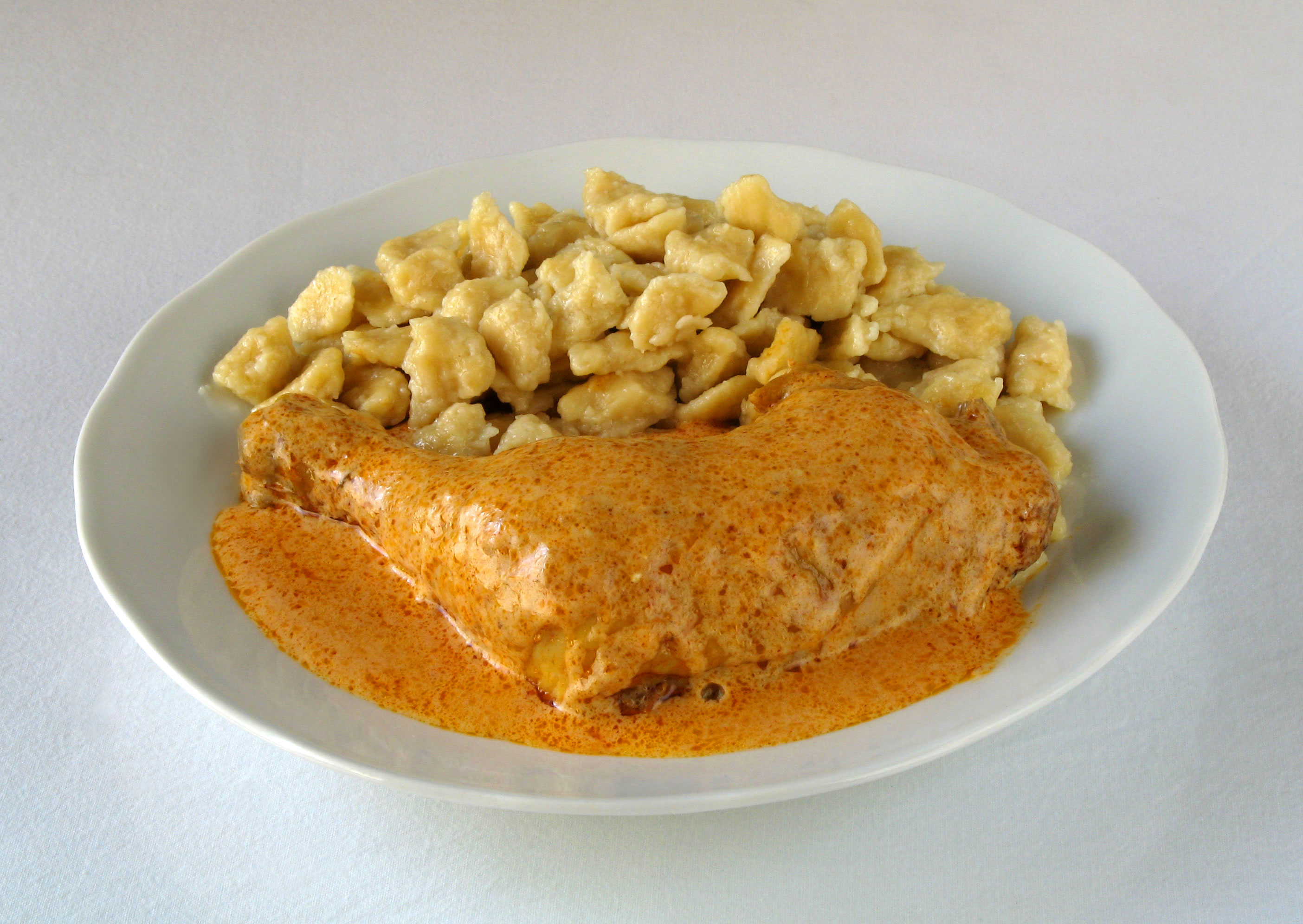
"Paprikáscsirke nokedlivel" - paprikakyckling med små nudlar, nokedli.

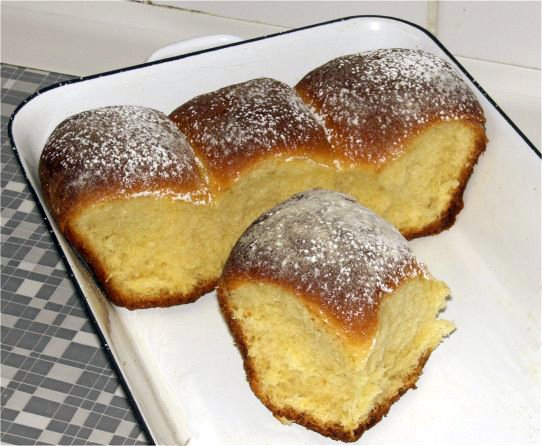
Österrikisk Buchteln, eller ungersk Bukta, varm bakelse fylld med sylt.

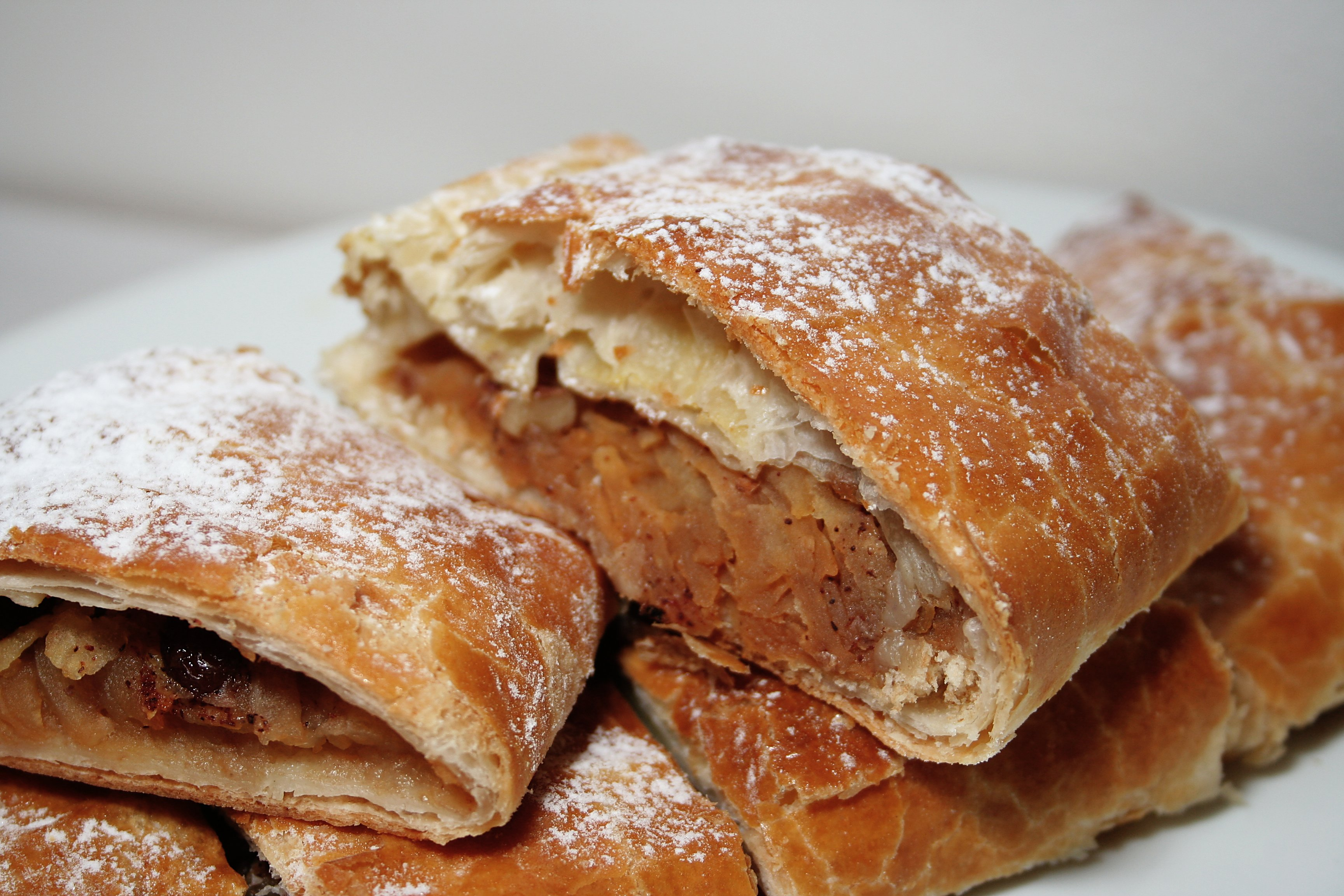
Almásrétes eller äppelstrudel.

Ungerska köket är den matkultur som kännetecknas av landet Ungern och dess huvudsakliga etniska grupp, ungrare. Traditionella ungerska rätter baseras huvudsakligen på kött, säsongsenliga grönsaker, frukter, färskt bröd, ost och starka korvar. Recepten baseras på flera hundra år gamla traditioner kring kryddnings- och tillredningsmetoder. I ungerska köket serveras soppor som förrätt, och desserter och bakverk samt fyllda pannkakor (palacsinta) som dessert. Kända ungerska rätter är paprikas och gulasch; paprikagrytor, kött sjudet i tjock krämig paprikasås serverat med nokedli (små klimpar) med flera.

## Generella drag
Ungersk mat är ofta kryddig, då stark paprika används mycket. Kombinationen av paprika, fett och rödlök är typisk för köket. Likaledes är användandet av den tjocka gräddfilen tejföl, väldigt lik ryska gräddfilen smetana. Köttgrytor, biffar, stekt fläskkött, nötkött, fågel, lamm eller viltkött samt ungerska korvar (ospecifiserad korv heter på ungerska kolbász) och salami utgör en stor del av köket. Gulasch, fyllda paprikor, fylld vitkål eller fatányéros (en rätt liknande plankstek) kan innehålla både nöt- och fläskkött, och emellanåt fårkött. Blandandet av olika köttsorter är traditionellt. Ett kännetecken för det ungerska köket är de olika sorters grönsaksgrytor kallade főzelék, ofta serverade som sidorätt, såväl som en stor mängd soppor serverade innan huvudrätten, på sommaren även kalla fruktsoppor. Olika sorters nudlar och klimpar, potatis och ris serveras ofta som sidorätter. Det ungerska köket använder många olika ostar, men de mest vanliga är túró, mjukostar, emmentaler, edamerost och den ungerska osten trappista.

## Kryddor
Förutom olika sorters paprika och lök används smaksättare som vitlök, svartpeppar, persilja, lagerblad, dill, kummin, mejram, timjan, senap, dragon, vinäger, kyndel, libbsticka, körvel, citronsaft och -skal, mandel, vanilj, frön och kanel. Andra smaksättare kan vara vin, koriander, rosmarin, enbär, anis, basilika, oregano, kryddpeppar, pepparrot.

## Historia
Ungerska köket har influerats av ungrarnas historia. Boskapens vikt och den nomadiska livsstilen syns i hur viktigt köttet är och återspeglas i traditionella kötträtter som tillagas i en stor järngryta över öppen eld som gulasch, pörkölt och halászlé (stark fisksoppa tillagat med mycket stark paprika) som förr tillagades av allmoge, herdar och boskapsvaktare på detta sätt.
Under 1400-talet introducerade Mattias I Corvinus (1443-1490, kung av Ungern och Kroatien) och hans italienska fru Beatrice, påverkade av renässansen, nya ingredienser som vitlök, ingefära, muskot och saffran, lök och användandet av frukter i fyllningar eller i såser med kött.
Några av dessa kryddor används inte längre i det moderna köket, som saffran och ingefära. I väldigt exklusiva gammaldags rätter tillagas viltkött och gås med frukter som plommon och aprikos i såser, ett minne från historiska tider, från Mattias I Corvinus lyxbetonade hov från renässansens tidspreriod. Vid den tiden och senare bosatte sig i omgångar saxare, armenier, italienare, judar och serber i området.
Det gamla ungerska köket påverkades av de samtida turkiska köket under det osmanska riket, mitten av 1500-talet till 1700-talet då Ungern var under turkisk ockupation, dessa influenser inbegriper sötsaker, som nougat och kvittengelè samt turkiskt kaffe, bejgli (rulltårta fylld med valnötter eller vallmöfrön), risrätter som pilaff, kött och grönsaksrätter som fylla paprikor och fylld vitkål eller äggplanta, använt i äggplantsröra. Det ungerska köket influerades även av österrikiska köket under det österrikisk-ungerska styret, på 1800-talet. Rätter och matberedningsmetoder har ofta lånats från Österrike till Ungern och vice versa, som äppelstrudel, kaiserschmarrn, kuglóf, tårtor och gulasch. Det moderna ungerska köket är en blandning av ungerska, tyska, gammalitalienska och slaviska maträtter.

## Måltider
Ungrare äter oftast en stor frukost, som består av smörgås av färskt bröd eller rostad bröd, smör, ost eller olika mjukostar, skinka, leverpastej, bacon, kotunga, mortadella, sylta, korvar som salami, kabanoss och ölkorv. Även ägg och färska grönsaker serveras som till exempel tomat, paprika, gurka, salladslök. Ibland består frukosten av ett glas mjölk, te eller kaffe med bakverk, en bulle eller en strudel. Barn kan äta risgrynsgröt eller mannagrynsröt till frukost toppat med kakao och socker. Heta drycker föredras till frukost, mjölk, te eller kaffe, eller varm choklad och barn får kaffe med mjölk, det vill säga en kopp mjölk med några matskedar kaffe.
Lunch är dagens största mål, ofta med flera rätter. Varma eller kalla förrätter kan serveras ibland. Soppa serveras nästan alltid. Soppa efterföljs av en huvudrätt. En huvudrätt kan vara en varmrätt med kött och en sallad. Som avslutning desserten, som kan bestå av kaka, pudding, sufflé eller frukt. I Ungern serveras pannkakor som huvudrätt och inte som frukost. Sallad serveras till alla kötträtter, gjorda på salladskål eller salladsblad och tomater, och lökringar eller en enkel, tunt skivad gurksallad i vinägrett. Sallader som Salade Olivier eller kall potatissallad görs på kokta potatisar, grönsaker, hårdkokta ägg, svamp, friterat eller kokt kött eller fisk, i vinägrett, aladåb eller majonnäs. De äts ofta som förrätt eller huvudrätt.
Man äter ett lätt mål på kvällen, ofta en smörgås. Middag är ett mycket mindre mål än lunch. Den kan likna frukosten, ofta en smörgås med yoghurt eller varmkorv med bröd. Den består bara av en rätt.

## Drycker

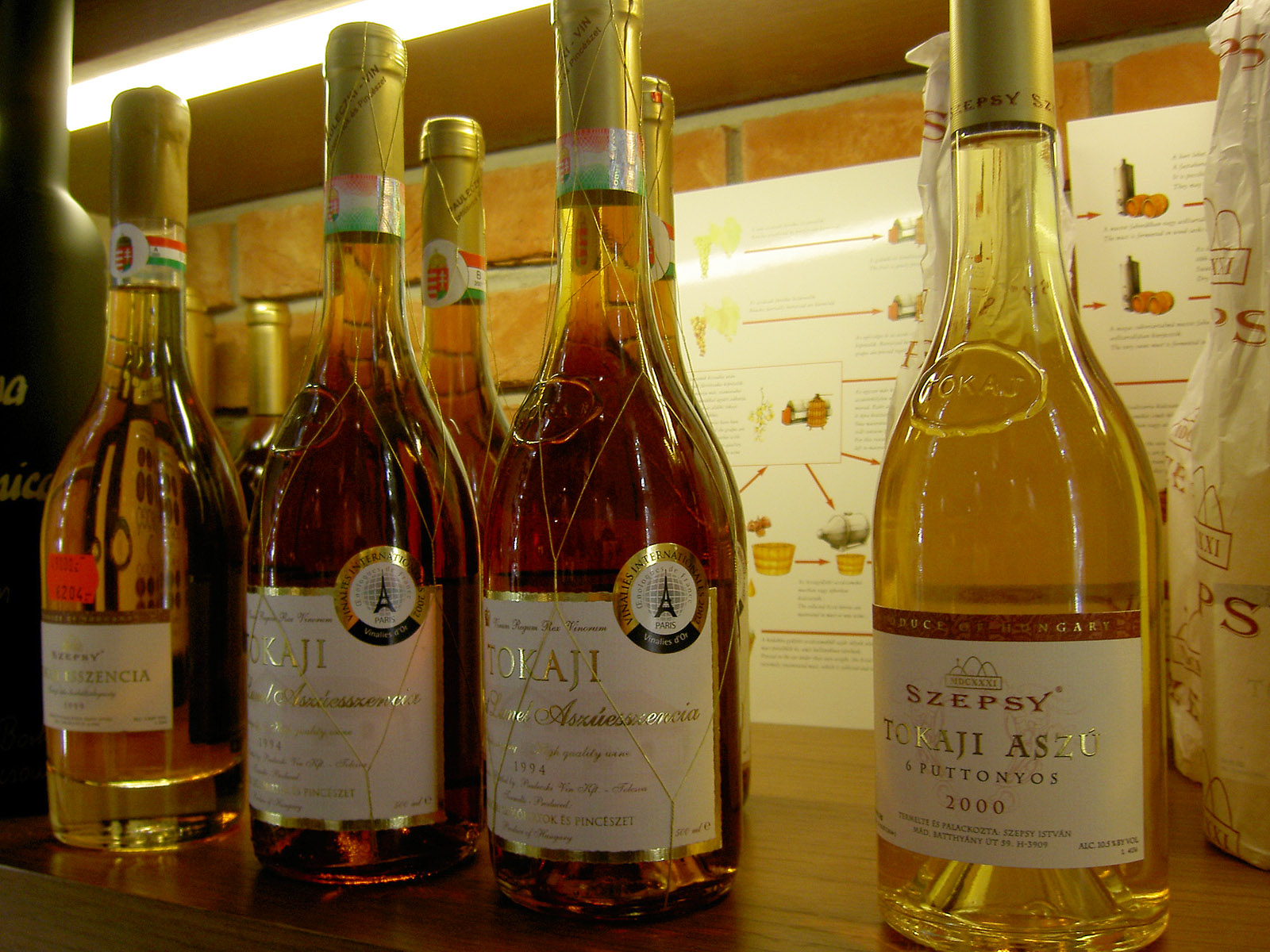
Flera flaskor olika Tokajer.

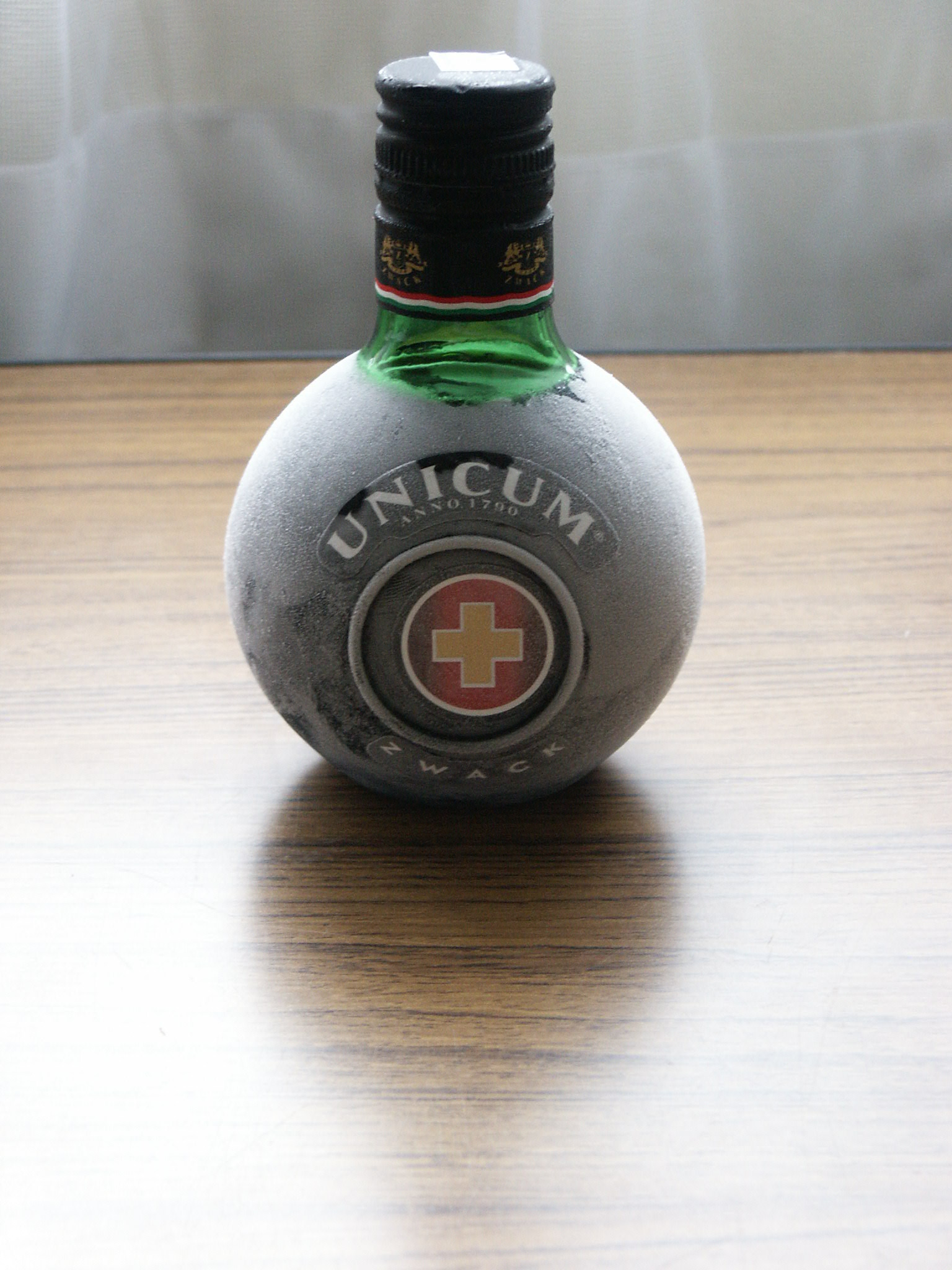
En kall flaska Unicum.

Det dricks mycket mineralvatten till maten, dessa kommer från naturliga källor i området. Det finns 21 märken av mineralvatten. Ungerska viner har gjorts sedan romarriket minst, och historien visar landets position mellan de slaviska och germanska folken. Kända viner är dessertviner som 'Tokajer' och rödviner från södra Ungern. 'Egri Bikavér' är ett känt ungersk rödvin. Fruktviner, såsom rödavinbärsvin, är milda och mjuka i smak och konsistens. Även ölet i landet har en lång historia. Bland spritdrycker kan Unicum nämnas, och flera olika fruktbrandy.
Traubi eller Traubisoda, är en ungersk läsk.